# Katedra Najświętszej Marii Panny w Rangunie
Katedra Najświętszej Marii Panny w Rangunie – katolicki kościół zbudowany w stylu neogotyckim w Rangunie na początku XX w.; katedra Archidiecezji Rangun. Obecnie budynek mieści się na terenie dzielnicy Botahtaung.
Katedra została wybudowana w latach 1899-1909 na podstawie planów holenderskiego architekta Josa Cuypersa. Plany te zostały zmodyfikowane (m.in. wydłużono budynek o ponad 9 m) przez kierującego budową ojca Hendricka Janzena. Ze względu na niestabilność gruntu, wzniesienie budynku poprzedzono usypaniem na podłożu trzymetrowej warstwy piasku i wbiciem kilkuset drewnianych pali. Do budowy wykorzystano cegłę oraz puste w środku betonowe bloki imitujące kamień. Na tyłach katedry wybudowano dom biskupów oraz szkołę dla chłopców pw. św. Pawła (znacjonalizowaną w latach 60.).

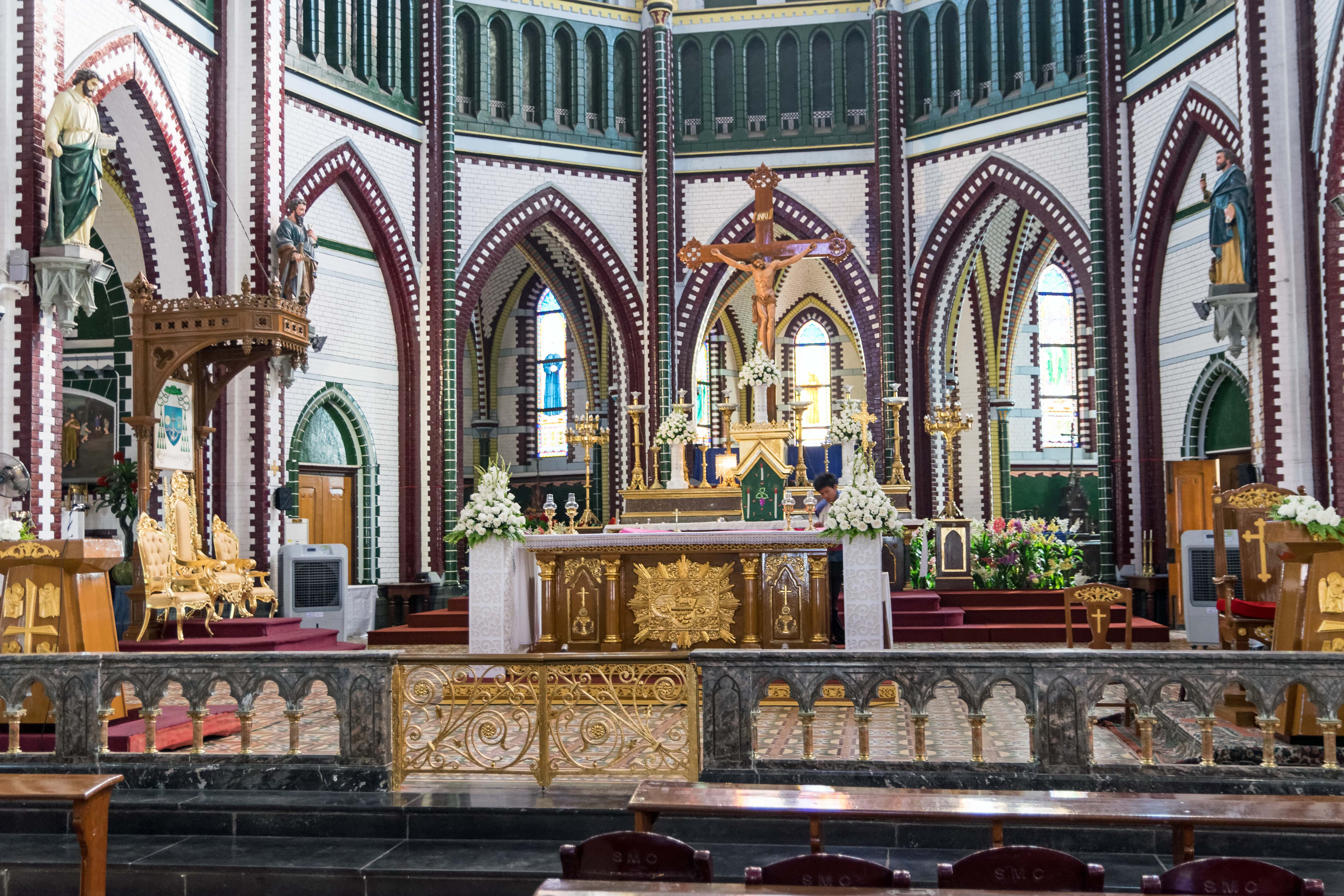
Prezbiterium katedry

W 1930 r. podczas trzęsienia ziemi zawaliły się dwa wewnętrzne sklepienia katedry, poza tym nie wyrządziło ono większych szkód. 14 grudnia 1944 podczas alianckiego nalotu podmuch wybuchu wybił witraże, które częściowo odtworzono. Dzieła zniszczenia dopełnił cyklon Nargis w roku 2008. Restauracja witraży przewyższa aktualne możliwości finansowe społeczności katolickiej Rangunu.